# Kim Sterelny
 (mars 2013).
Si vous disposez d'ouvrages ou d'articles de référence ou si vous connaissez des sites web de qualité traitant du thème abordé ici, merci de compléter l'article en donnant les références utiles à sa vérifiabilité et en les liant à la section « Notes et références ».
 (avril 2014).
Le contenu est difficilement compréhensible vu les erreurs de traduction, qui sont peut-être dues à l'utilisation d'un logiciel de traduction automatique.
Kim Sterelny est un philosophe australien. 

## Biographie
Professeur de philosophie au sein de Research School of Social Sciences,  à l'Australian National University et à la Victoria University of Wellington, il est lauréat de plusieurs prix internationaux concernant la philosophie des sciences. Il est également le rédacteur en chef de la philosophie de la biologie. Enfin il est membre de l'académie Australienne des sciences humaines.
Il accentue son travail notamment dans la recherche dans le domaine de la philosophie de la biologie. Il stipule que «le développement de la biologie de l'évolution depuis 1858 est l'une des grandes réalisations intellectuelles de la science. Il a également beaucoup écrit sur la philosophie de la psychologie. Il est l'auteur de nombreuses publications importantes dans ces domaines.
En 1999, il publie Sex and Death  en collaboration avec un de ses anciens élèves : Paul Griffiths. Cette œuvre effectue un traitement complet des problèmes et des positions alternatives de la philosophie de la biologie. Ce livre a incorporé un certain nombre de positions développées dans les articles précédents de la gamme de sujets dans la philosophie de la biologie.
En 2004, il livre ses pensées dans un livre intitulé Thought in a Hostile World qui a reçu le Prix de Lakatos pour une contribution remarquable à la philosophie des sciences. Ce livre fournit un comparaison darwinienne de la nature et de l'évolution des capacités cognitives humaines, et est une alternative importante aux rapports nativistes familiers de la psychologie évolutionniste. En combinant la plasticité neuronale, la sélection de groupe, et la construction de niche, il montre combien les données sur lesquelles reposent les nativistes peuvent s'expliquer sans lui attribuer un grand nombre de modules câblés génétiquement dans le cerveau, dans l'esprit [pas clair]. 
En 2008, Sterelny a reçu le Prix Jean-Nicod. Ses conférences sont publiés sous le titre Le destin du troisième chimpanzé. Elles s’appuient sur l'approche non-Nativiste darwinienne de la pensée dans un monde hostile, tout en fournissant une analyse de beaucoup de travaux récents par d'autres philosophes, anthropologues biologiques et des écologistes, des gènes et de la culture de coévolution des théoriciens et des théoriciens des jeux évolutionnistes.

## Œuvres
- Language and Reality (1987 – avec M. Devitt). MIT Press  (ISBN 0-262-54099-1);
- The Representational Theory of Mind (1990)  (ISBN 0-631-16498-7);
- Sex and Death (1999 – avec P. Griffiths).  (ISBN 978-0-226-77303-2)
- The Evolution of Agency and Other Essays (2001).  (ISBN 978-0-521-64231-6)
- Dawkins vs. Gould (2001). Novell ed. 2003, Icon Books  (ISBN 978-1-84046-471-9).
- Thought in a Hostile World: The evolution of human cognition (2003)  (ISBN 0-631-18887-8);
- What is Biodiversity (2008 – avec J. Maclaurin).  (ISBN 978-0-226-50081-2)
- The Major Transitions in Evolution Revisited (2011 – dir., avec B. Calcott). MIT Press,  (ISBN 978-0-262-01524-0)
- The Evolved Apprentice (2012). MIT Press,  (ISBN 978-0-262-01679-7)
- Cooperation and its Evolution (2013 – dir., avec R. Joyce, B. Calcott et B. Fraser). MIT Press,  (ISBN 978-0-262-01853-1)
- From Signal to Symbol: The Evolution of Language, (2021) avec R. Planer. MIT Press,  (ISBN 9780262045971)